# Иттанна (церебральная)

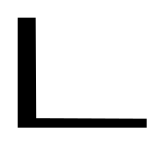

Иттанна ( இட்டன்னா ) или тахарамей ( டகர மெய் ) — 18-я буква тамильского алфавита, относится к группе валлинам и в зависимости от положения в слове обозначает переднеязычный глухой, звонкий или звонкий одноударный ретрофлексный согласный.
Уйирмэййелутты: ட , டா , டி , டீ , டு , டூ , டெ , டே , டை , டொ , டோ , டௌ .

## Сравнения и омоглифы
- Эн (чжуинь) — ㄥ
- Ниын — ㄴ